# Jacek Gruszczyński
Jacek Gruszczyński (ur. 1980 roku w Tomaszowie Mazowieckim) – polski archeolog, mediewista.

## Wykształcenie
Jest absolwentem najstarszego liceum w Tomaszowie Mazowieckim – I LO im. Jarosława Dąbrowskiego.
Następnie, w 2005 roku uzyskał magisterium w Instytucie Archeologii Uniwersytetu Jagiellońskiego. W 2017 roku obronił doktorat w Khalili Research Centre na Uniwersytecie Oksfordzkim dysertacją: „Badanie porównawcze kontekstów archeologicznych skarbów srebra z ok. 800–1050 roku n.e. w Europie Środkowej i Północnej”. Rozprawa jest częścią projektu archeologicznego „Dirhemy za niewolników”, opisującego średniowieczny handel niewolnikami słowiańskimi z Europy Środkowej na tereny kalifatu.

## Praca zawodowa
Już na studiach w Krakowie od 2000 roku pracował jako archeolog. Od 2005 roku pracował w tym obszarze w brytyjskich firmach badawczych: Oxford Archaeology Ltd., Ramboll, Cotswold Archaeology, PCA Heritage. W latach 2013–2018 był badaczem na Uniwersytecie Oksfordzkim. 

## Książki
- Gruszczyński, Jacek (2018), Viking Silver, Hoards and Containers, Londyn – Nowy Jork: Routledge, ISBN 978-08-153-7336-0
- Gruszczyński, Jacek (2017), From Bridgehead to Brewery: The Medieval and Post-Medieval Archaeological Remains from Finzel's Reach, Bristol, Oksford: Oxford Archaeology Ltd., ISBN 978-09-042-2086-5 (współautor)